# FC Metz
Football Club de Metz is een Franse voetbalclub, opgericht in 1932 en uitkomend in de Ligue 1. De club speelt zijn thuiswedstrijden in het Stade Saint-Symphorien. Het is een van de oudste profclubs van het land en was medeoprichter van de moderne competitie in 1932. De club stond lang in de top drie van clubs met het meeste aantal seizoenen in de Ligue 1, maar doordat de club de laatste jaren vaak in de tweede klasse speelt werden ze intussen door enkele andere clubs ingehaald.
In het embleem van de voetbalclub staat Graoully, de draak van Metz.

## Geschiedenis

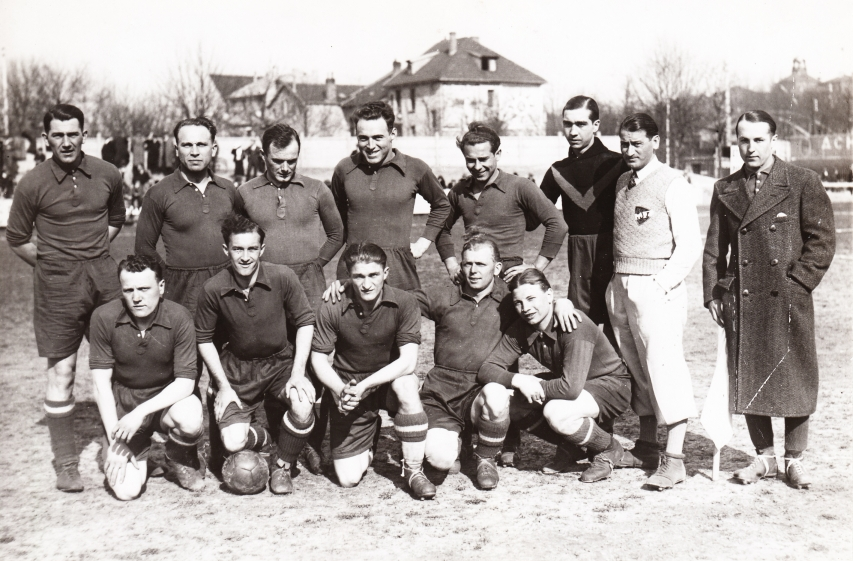
Team van 1933

### Vroege geschiedenis
De oorsprong van de club gaat terug naar de fusie van Metzer SpVgg, FC Metis Metz en FC Alte Herren Metz op 12 februari 1912 die uitmondde in fusieclub SpVgg 1912 Metz. In deze tijd behoorde Metz nog toe aan het Duitse Keizerrijk en was de hoofdstad van Duits Lotharingen. Na de Eerste Wereldoorlog kwam Metz opnieuw onder Frans bewind te staan en werden de Duitse clubs opgedoekt. Enkele van deze leden richtten in 1919 Cercle Athlétic Messin op. Al snel speelde de club een vriendschappelijke wedstrijd tegen een team met spelers uit Nancy, Lunéville, Remiremont en Epinal en won met 2-1. Daarna won de club ook tegen Club Français, CA Paris en AS Strasbourg. Deze lijn werd doorgetrokken in het eerste kampioenschap van de Lorraine in 1919/20. CA Messin werd groepswinnaar in de regio Moesel en won de finale van de Lorraine met 3-1 van US Forbach. Ook het volgende seizoen werd de club groepswinnaar en maakte in de finale gehakt van AS Remiremont (0-7, 0-3). In 1923 moest de club voor het eerst genoegen nemen met de tweede plaats toen La Sportive Thionville kampioen werd. Ook in 1925 en 1928 kon de club uit Thionville de titel halen, de andere jaren won C.A.M. telkens. In 1930 en 1932 was het dan AS Messine (AS Metz) die de titel behaalde. Op 15 april fusioneerde de club met AS Metz om zo FC Metz te vormen.

### FC Metz

#### Beginjaren
De fusieclub nam het profstatuut aan en schreef zich in voor het allereerste officiële Franse voetbalkampioenschap in 1932/33. De club werd voorlaatste en degradeerde na één seizoen uit de hoogste klasse. In 1934 nam de club de naam CS Metzaan en promoveerde in 1935 terug naar de hoogste klasse en speelde daar tot 1939 in de middenmoot. In 1936 had de club opnieuw de naam FC Metz aangenomen. In 1940 werd het departement Moselle geannexeerd door nazi-Duitsland en moest gedwongen de naam Fußball Verein Metz en moest het profstatuut opgeven omdat dit verboden was in Duitsland. De club speelde nu in de Gauliga Westmark. Net als Frankrijk had ook Duitsland geen eenvormige competitie, maar enkel regionale competities. FV Metz werd drie keer op rij vicekampioen achter respectievelijk 1. FC Kaiserslautern en twee keer FV Saarbrücken (de tweede keer onder de naam KSG Saarbrücken).
Na de oorlog leek een wederopbouw onmogelijk. De hele infrastructuur was vernield en niet alle spelers keerden naar de club terug. De Franse voetbalbond werd de reddende engel van de club door drie maatregelen te nemen.
- elke speler die onder contract stond bij FC Metz in 1940 werd verplicht om terug te keren.
- FC Metz mocht aantreden in de Division 1.
- FC Metz kon aan het einde van het seizoen niet degraderen (deze laatste twee maatregelen golden ook voor RC Strasbourg).

Metz eindigde in 1945/46 op een degradatieplaats, maar werd dus gered door de Franse voetbalbond. Na enkele seizoenen degradeerde de club in 1950. In de Division 2 werd de club vicekampioen achter Olympique Lyon en keerde zo na één seizoen al terug naar de elite. Met een vijfde plaats eindigde de club op de beste notering tot dan toe. Hierna viel Metz terug naar de middenmoot en bleef daar tot een nieuwe degradatie volgde in 1957/58.
Deze keer deed de club er drie seizoenen over om terug te keren. Maar seizoen 1961/62 was een van de slechtste in de clubgeschiedenis. Racing Paris maakte gehakt van de club en versloeg Metz met 11-2, nooit leed de club een grotere nederlaag en aan het einde van het seizoen bengelde de club helemaal onderaan. De volgende vijf seizoenen bracht de club door in de tweede klasse en in 1967 werd Metz vicekampioen achter AC Ajaccio en promoveerde opnieuw. Twee jaar eerder was de jonge industrieel Carlo Molinari voorzitter geworden van de club.

#### 35 jaar Division 1
Voor Metz brak nu de glorieperiode uit de clubgeschiedenis aan. De club zou tot 2002 onafgebroken in de hoogste afdeling verblijven. In het eerste seizoen werd de club zesde en bereikte de kwartfinale van de Franse beker. Metz ging ook voor de eerste keer Europa in door deel te nemen aan de Jaarbeursstedenbeker, maar het Duitse HSV kegelde de club meteen uit het toernooi, net als Napoli een seizoen later. Met een derde plaats in de competitie bleef de club het goed doen. Na nog twee achtste plaatsen verzeilde de club daarna in de middenmoot. Met spelers als Nico Braun en Hugo Curioni deed de club het midden jaren zeventig weer beter. Tot 1984 waren de resultaten van de club vrij onregelmatig, om beurt een top tien plaats gevolgd door een flirt met degradatie of een plaats in de middenmoot. In 1983/84 won de club voor het eerst de beker, tegen AS Monaco, en verbaasde daarna Europa door FC Barcelona uit te schakelen in de Europacup II met een 4-1-overwinning. In de tweede ronde moest Metz echter het onderspit delven voor Dynamo Dresden. Door een vijfde plaats in de competitie mocht de club opnieuw Europa in, maar werd vernederd door het Joegoslavische Hajduk Split.
In 1987/88 won Metz opnieuw de beker en werd in de Europacup II roemloos uitgeschakeld door RSC Anderlecht. In 1989 werd Joël Muller trainer en zou dit elf jaar lang blijven. De jaren negentig begonnen niet goed voor de club en Metz viel zes keer op rij buiten de top 10. Na een achtste plaats in 1994/95 nam de club deel aan de Intertoto Cup en bereikte de kwartfinales waarin het van streekgenoot RC Strasbourg verloor. Na een vierde en vijfde plaats in de competitie kwalificeerde de club zich weer voor de UEFA Cup en werd dit keer niet meteen uitgeschakeld, maar raakte evenzeer niet ver in de competitie.
1997/98 werd het beste seizoen uit de clubgeschiedenis. Samen met RC Lens streed Metz om de landstitel. Beide clubs waren nog nooit kampioen geweest en aan het einde van het kampioenschap stonden beide clubs aan de leiding met 68 punten, maar door een beter doelsaldo werd Lens kampioen. Metz mocht nu voor het eerst deelnemen aan de Champions League, maar werd in de voorronde verslagen door het Finse HJK Helsinki en ook in het vangnet van de UEFA Cup verloor de club in de eerste ronde van Rode Ster. De spelers die Metz tot vicekampioen gemaakt hadden vertrokken en de vervangingen waren kwalitatief niet zo goed, waardoor het volgende seizoen slechts de tiende plaats behaald werd. Het ging langzaam slechter met de club en Joël Muller werd na elf jaar bedankt voor bewezen diensten. In 2001/02 degradeerde de club na 35 jaar uit de hoogste klasse.

#### Instabiele club
Na één seizoen promoveerden Les Grenats terug naar de hoogste divisie, maar kon slechts aanmodderen in de Ligue 1 en degradeerde na drie seizoenen opnieuw. In de Ligue 2 werd de club met vijf punten voorsprong op Stade Malherbe Caen kampioen. In 2007 presenteert Metz het 'Project Grénat', een toekomstplan om meer inkomsten te krijgen en een vaste plaats in de Franse sub-top te krijgen. Met het kleinste budget eindigde Metz op de plaats waar de club op papier eindigde, de laatste, en dat met 11 punten achterstand op Strasbourg.
In 2008/09 deed de club lang mee om de promotiestrijd, samen met de andere degradanten van het voorgaande seizoen, Lens en Strasbourg. Aan het einde van het seizoen liet de club het afweten en werd uiteindelijk vijfde. In 2011/2012 bereikt de instabiele fase een dieptepunt als FC Metz degradeert naar de Championnat National, het derde niveau. Na een jaar keren ze echter weer terug in de Ligue 2 waar ze direct met grote overmacht kampioen worden, waardoor ze in het seizoen 2014/2015 weer in de Ligue 1 zullen uitkomen. Echter degradeerde Metz na een seizoen alweer naar de Ligue 2. In 2016 promoveerde de club opnieuw en kon het nu zes seizoenen volhouden.

## Erelijst
- Division 2/Ligue 2: 1935, 2007, 2014, 2019
- Coupe de France: 1984, 1988
- Coupe de la Ligue: 1987, 1996

## Eindklasseringen
- 1946 17e
Division Nationale
- 1947 10e
Division Nationale
- 1948 11e
Division Nationale
- 1949 16e
Division Nationale
- 1950 18e
Division Nationale
- 1951 2e
Division Interrégionale
- 1952 5e
Division Nationale
- 1953 12e
Division Nationale
- 1954 12e
Division Nationale
- 1955 15e
Division Nationale
- 1956 15e
Division Nationale
- 1957 15e
Division Nationale
- 1958 17e
Division Nationale
- 1959 6e
Division Interrégionale
- 1960 6e
Division Interrégionale
- 1961 2e
Division Interrégionale
- 1962 20e
Division Nationale
- 1963 9e
Division Interrégionale
- 1964 3e
Division Interrégionale
- 1965 9e
Division Interrégionale
- 1966 8e
Division Interrégionale
- 1967 2e
Division Interrégionale
- 1968 6e
Division Nationale
- 1969 3e
Division Nationale
- 1970 8e
Division Nationale
- 1971 8e
Division Nationale
- 1972 14e
Division Nationale
- 1973 15e
Division 1
- 1974 11e
Division 1
- 1975 8e
Division 1
- 1976 6e
Division 1
- 1977 8e
Division 1
- 1978 12e
Division 1
- 1979 5e
Division 1
- 1980 17e
Division 1
- 1981 9e
Division 1
- 1982 17e
Division 1
- 1983 9e
Division 1
- 1984 12e
Division 1
- 1985 5e
Division 1
- 1986 6e
Division 1
- 1987 6e
Division 1
- 1988 8e
Division 1
- 1989 15e
Division 1
- 1990 14e
Division 1
- 1991 12e
Division 1
- 1992 12e
Division 1
- 1993 12e
Division 1
- 1994 12e
Division 1
- 1995 8e
Division 1
- 1996 4e
Division 1
- 1997 5e
Division 1
- 1998 2e
Division 1
- 1999 10e
Division 1
- 2000 11e
Division 1
- 2001 12e
Division 1
- 2002 17e
Division 1
- 2003 3e
Ligue 2
- 2004 14e
Ligue 1
- 2005 16e
Ligue 1
- 2006 20e
Ligue 1
- 2007 1e
Ligue 2
- 2008 20e
Ligue 1
- 2009 5e
Ligue 2
- 2010 5e
Ligue 2
- 2011 17e
Ligue 2
- 2012 18e
Ligue 2
- 2013 2e
National
- 2014 1e
Ligue 2
- 2015 19e
Ligue 1
- 2016 3e
Ligue 2
- 2017 14e
Ligue 1
- 2018 20e
Ligue 1
- 2019 1e
Ligue 2
- 2020 15e
Ligue 1
- 2021 10e
Ligue 1
- 2022 19e
Ligue 1
- 2023 2e
Ligue 2
- 2024 16e
Ligue 1
- 2025 3e
Ligue 2

- Niveau 1
- Niveau 2
- Niveau 3

| Seizoen   | №  | Clubs | Divisie              | Duels | Winst | Gelijk | Verlies | Doelsaldo | Punten | Tsch   |
| --------- | -- | ----- | -------------------- | ----- | ----- | ------ | ------- | --------- | ------ | ------ |
| 1988–1989 | 15 | 20    | Division 1           | 38    | 12    | 11     | 15      | 47–49     | 47     | 11.421 |
| 1989–1990 | 14 | 20    | Division 1           | 38    | 8     | 18     | 12      | 33–36     | 34     | 13.402 |
| 1990–1991 | 12 | 20    | Division 1           | 38    | 12    | 12     | 14      | 44–51     | 36     | 13.227 |
| 1991–1992 | 12 | 20    | Division 1           | 38    | 12    | 11     | 15      | 42–43     | 35     | 15.763 |
| 1992–1993 | 12 | 20    | Division 1           | 38    | 11    | 13     | 14      | 44–45     | 35     | 8.688  |
| 1993–1994 | 12 | 20    | Division 1           | 38    | 12    | 13     | 13      | 36–35     | 37     | 10.828 |
| 1994–1995 | 8  | 20    | Division 1           | 38    | 16    | 8      | 14      | 50–44     | 56     | 9.762  |
| 1995–1996 | 4  | 20    | Division 1           | 38    | 18    | 11     | 9       | 42–30     | 65     | 16.044 |
| 1996–1997 | 5  | 20    | Division 1           | 38    | 17    | 11     | 10      | 40–30     | 62     | 14.701 |
| 1997–1998 | 2  | 18    | Division 1           | 34    | 20    | 8      | 6       | 48–28     | 68     | 16.353 |
| 1998–1999 | 10 | 18    | Division 1           | 34    | 9     | 12     | 13      | 28–37     | 39     | 17.524 |
| 1999–2000 | 11 | 18    | Division 1           | 34    | 9     | 17     | 8       | 38–33     | 44     | 19.868 |
| 2000–2001 | 12 | 18    | Division 1           | 34    | 11    | 9      | 14      | 35–44     | 42     | 18.388 |
| 2001–2002 | 17 | 18    | Division 1           | 34    | 9     | 6      | 19      | 31–47     | 33     | 17.935 |
| 2002–2003 | 3  | 20    | Ligue 2              | 38    | 19    | 10     | 9       | 52–29     | 67     | 13.115 |
| 2003–2004 | 14 | 20    | Ligue 1              | 38    | 11    | 9      | 18      | 34–42     | 42     | 18.002 |
| 2004–2005 | 16 | 20    | Ligue 1              | 38    | 10    | 14     | 14      | 33–45     | 44     | 18.205 |
| 2005–2006 | 20 | 20    | Ligue 1              | 38    | 6     | 11     | 21      | 26–59     | 29     | 16.040 |
| 2006–2007 | 1  | 20    | Ligue 2              | 38    | 22    | 10     | 6       | 54–22     | 76     | 12.253 |
| 2007–2008 | 20 | 20    | Ligue 1              | 38    | 5     | 9      | 24      | 28–64     | 24     | 13.917 |
| 2008–2009 | 5  | 20    | Ligue 2              | 38    | 17    | 12     | 9       | 48–35     | 63     | 9.665  |
| 2009–2010 | 4  | 20    | Ligue 2              | 38    | 14    | 14     | 10      | 43–39     | 56     | 11.232 |
| 2010–2011 | 17 | 20    | Ligue 2              | 38    | 10    | 15     | 13      | 43–40     | 45     | 9.150  |
| 2011–2012 | 18 | 20    | Ligue 2              | 38    | 10    | 12     | 16      | 30–44     | 42     | 9.425  |
| 2012–2013 | 2  | 20    | Championnat National | 38    | 20    | 10     | 8       | 62–37     | 70     | 8.665  |
| 2013–2014 | 1  | 20    | Ligue 2              | 38    | 22    | 10     | 6       | 55–28     | 76     | 13.916 |
| 2014–2015 | 19 | 20    | Ligue 1              | 38    | 7     | 9      | 22      | 31–61     | 30     | 18.673 |
| 2015–2016 | 3  | 20    | Ligue 2              | 38    | 19    | 8      | 11      | 54–39     | 65     | 13.279 |
| 2016–2017 | 14 | 20    | Ligue 1              | 38    | 11    | 10     | 17      | 39–72     | 43     | 15.343 |
| 2017–2018 | 20 | 20    | Ligue 1              | 38    | 6     | 8      | 24      | 34–76     | 26     | 14.844 |
| 2018–2019 | 1  | 20    | Ligue 2              | 38    | 24    | 9      | 5       | 60–23     | 81     | 11.404 |
| 2019–2020 | 15 | 20    | Ligue 1              | 28    | 8     | 10     | 10      | 27–35     | 34     | 16.583 |
| 2020–2021 | 10 | 20    | Ligue 1              | 38    | 12    | 11     | 15      | 44-48     | 47     | --     |
| 2021–2022 | 19 | 20    | Ligue 1              | 38    | 6     | 13     | 19      | 35-69     | 31     | --     |
| 2022–2023 | 2  | 20    | Ligue 2              | 38    | 20    | 12     | 6       | 61–33     | 72     | --     |
| 2023–2024 | 16 | 18    | Ligue 1              | 34    | 8     | 5      | 21      | 35–58     | 29     | --     |
| 2024–2025 | 3  | 18    | Ligue 2              | 34    | 18    | 11     | 5       | 63–34     | 65     | --     |

## In Europa
FC Metz speelt sinds 1968 in diverse Europese competities. Hieronder staan de competities en in welke seizoenen de club deelnam:
- Champions League (1x)

1998/99
- Europacup II (2x)

1984/85, 1988/89
- UEFA Cup (4x)

1985/86, 1996/97, 1997/98, 1998/99
- Intertoto Cup (2x)

1995, 1999
- Jaarbeursstedenbeker (2x)

1968/69, 1969/70

## Bekende spelers
- Emmanuel Adebayor
- Yves Kayiba Angani
- Beb Bakhuijs
- Patrick Battiston
- Jocelyn Blanchard
- Jules Bocandé
- Danny Boffin
- Mariano Bombarda
- Nico Braun
- Ludovic Butelle
- Albert Cartier
- Nestor Combin
- Maxwel Cornet
- Yohan Croizet
- Marcel Di Domenico
- Fallou Diagné
- Gaëtan Englebert
- Ivan Gvozdenović
- Daniel Gygax
- Guy Hellers
- Nenad Jestrović
- Joseph-Desiré Job
- Ahn Jung-hwan
- Bernard Lama
- Lionel Letizi
- Sadio Mané
- Patrick Mboma
- Faryd Mondragón
- Ludovic Obraniak
- Miralem Pjanić
- Robert Pirès
- Cyrille Pouget
- Franck Ribéry
- Bruno Rodriguez
- Louis Saha
- Rigobert Song
- Jacques Songo'o
- Jeff Strasser
- Wim Suurbier
- Leo Van Der Elst
- Gunther Van Handenhoven
- Henk Vos
- Jonathan Walasiak

## Internationals
De navolgende voetballers kwamen als speler van FC Metz uit voor een vertegenwoordigend Europees A-elftal. Tot op heden is Jeff Strasser degene met de meeste interlands achter zijn naam. Hij kwam als speler van FC Metz in totaal 36 keer (1 goal) uit voor het Luxemburgse nationale elftal.
| Naam                | Van        | Tot        | Totaal | Goal(s) | Nationaal elftal  |
| ------------------- | ---------- | ---------- | ------ | ------- | ----------------- |
| Jeff Strasser       | 12.10.1993 | 01.04.2009 | 36     | 1       | Luxemburg         |
| Chris Philipps      | 29.02.2012 | 04.06.2017 | 32     | 0       | Luxemburg         |
| Fernand Jeitz       | 22.10.1967 | 08.04.1973 | 23     | 0       | Luxemburg         |
| Robert Pirès        | 31.08.1996 | 28.06.1998 | 17     | 2       | Frankrijk         |
| Nico Braun          | 26.09.1973 | 12.10.1977 | 17     | 5       | Luxemburg         |
| Mario Mutsch        | 12.08.2009 | 03.06.2011 | 16     | 0       | Luxemburg         |
| Danny Boffin        | 11.10.1997 | 07.10.2000 | 15     | 1       | België            |
| Patrick Battiston   | 23.02.1977 | 27.02.1980 | 14     | 1       | Frankrijk         |
| Dragoljub Brnović   | 23.08.1989 | 30.06.1990 | 14     | 1       | Joegoslavië       |
| Jānis Ikaunieks     | 28.03.2015 | 10.10.2016 | 12     | 2       | Letland           |
| Syarhey Kryvets     | 04.09.2014 | 31.05.2016 | 11     | 1       | Wit-Rusland       |
| André Rey           | 23.02.1977 | 02.05.1979 | 10     | 0       | Frankrijk         |
| Sylvain Kastendeuch | 18.11.1987 | 07.02.1989 | 9      | 0       | Frankrijk         |
| Luboš Kubík         | 25.09.1991 | 16.06.1993 | 9      | 0       | Tsjecho-Slowakije |
| Henri Baillot       | 12.06.1948 | 27.05.1950 | 8      | 4       | Frankrijk         |
| Johny Léonard       | 22.10.1967 | 23.04.1969 | 7      | 4       | Luxemburg         |
| Vincent Thill       | 25.03.2016 | 04.06.2017 | 8      | 1       | Luxemburg         |
| Daniel Gygax        | 02.06.2007 | 11.06.2008 | 7      | 0       | Zwitserland       |
| Szabolcs Huszti     | 17.08.2005 | 30.05.2006 | 7      | 1       | Hongarije         |
| François Remetter   | 11.06.1953 | 19.06.1954 | 6      | 0       | Frankrijk         |
| Robert Szczepaniak  | 23.12.1967 | 06.11.1968 | 5      | 0       | Frankrijk         |
| Philippe Mahut      | 09.09.1981 | 10.07.1982 | 5      | 0       | Frankrijk         |
| Plamen Markov       | 09.04.1986 | 10.06.1986 | 4      | 2       | Bulgarije         |
| Serhij Skatsjenko   | 09.10.1999 | 17.05.2002 | 4      | 0       | Oekraïne          |
| Émile Veinante      | 24.02.1929 | 14.04.1929 | 3      | 1       | Frankrijk         |
| Guy Hellers         | 09.10.1982 | 15.12.1982 | 3      | 0       | Luxemburg         |
| Cyrille Pouget      | 24.01.1996 | 27.03.1996 | 3      | 0       | Frankrijk         |
| Robert Langers      | 16.11.1983 | 29.02.1984 | 3      | 0       | Luxemburg         |
| Cédric Sacras       | 29.03.2016 | 31.05.2016 | 2      | 0       | Luxemburg         |
| Aljoša Asanović     | 17.10.1990 | 19.06.1991 | 2      | 1       | Kroatië           |
| André Frey          | 24.12.1944 | 08.04.1945 | 2      | 0       | Frankrijk         |
| Vladan Lukić        | 28.01.1998 | 25.03.1998 | 2      | 0       | Joegoslavië       |
| Charles Fosset      | 31.10.1937 | 05.12.1937 | 2      | 0       | Frankrijk         |
| Eric Black          | 09.09.1987 | 02.12.1987 | 2      | 0       | Schotland         |
| Lionel Letizi       | 11.10.1997 | 25.03.1998 | 2      | 0       | Frankrijk         |
| Aimé Nuic           | 17.03.1935 | 12.01.1936 | 2      | 0       | Frankrijk         |
| Bernard Zénier      | 23.02.1977 | 18.11.1987 | 2      | 0       | Frankrijk         |
| Carmelo Micciche    | 29.04.1987 | 16.06.1987 | 2      | 1       | Frankrijk         |
| Gabriel Braun       | 15.12.1945 | 15.12.1945 | 1      | 0       | Frankrijk         |
| Ignace Kowalczyk    | 30.01.1938 | 30.01.1938 | 1      | 1       | Frankrijk         |
| Marcel Marchal      | 30.01.1938 | 30.01.1938 | 1      | 0       | Frankrijk         |
| Mevlüt Erdinç       | 09.10.2016 | 09.10.2016 | 1      | 0       | Turkije           |
| Thadée Cisowski     | 01.11.1951 | 01.11.1951 | 1      | 0       | Frankrijk         |
| Edmond Weiskopf     | 16.03.1939 | 16.03.1939 | 1      | 0       | Frankrijk         |
| Charles Zehren      | 08.03.1936 | 08.03.1936 | 1      | 0       | Frankrijk         |

## Trainers
| Van        | Tot        | Naam                  | D | W | G | V |
| ---------- | ---------- | --------------------- | - | - | - | - |
| 24.12.2015 | 30.06.2017 | Philippe Hinschberger |   |   |   |   |
| 01.07.2015 | 23.12.2015 | José Riga             |   |   |   |   |
| 01.07.2012 | 30.06.2015 | Albert Cartier        |   |   |   |   |
| 01.07.2010 | 30.06.2012 | Dominique Bijotat     |   |   |   |   |
| 25.12.2007 | 30.06.2010 | Yvon Pouliquen        |   |   |   |   |
| 01.07.2006 | 23.12.2007 | Francis De Taddeo     |   |   |   |   |
| 01.07.2005 | 30.06.2006 | Joël Muller           |   |   |   |   |
| 01.07.2002 | 30.06.2005 | Jean Fernández        |   |   |   |   |
| 01.01.2002 | 30.06.2002 | Gilbert Gress         |   |   |   |   |
| 08.12.2001 | 31.12.2001 | Francis De Taddeo     |   |   |   |   |
| 27.12.2000 | 30.11.2001 | Albert Cartier        |   |   |   |   |
| 01.07.1989 | 31.12.2000 | Joël Muller           |   |   |   |   |
| 01.07.1984 | 30.06.1989 | Marcel Husson         |   |   |   |   |
| 01.07.1979 | 30.06.1984 | Henryk Kasperczak     |   |   |   |   |
| 01.01.1979 | 20.11.1979 | Jean Snella           |   |   |   |   |
| 01.07.1978 | 30.06.1980 | Marc Rastoll          |   |   |   |   |
| 01.07.1974 | 30.06.1978 | Georges Huart         |   |   |   |   |
| 01.07.1972 | 30.06.1974 | René Vernier          |   |   |   |   |
| 12.12.1971 | 30.06.1972 | Georges Zvunka        |   |   |   |   |
| 01.07.1971 | 30.11.1971 | Jacques Favre         |   |   |   |   |
| 01.07.1970 | 30.06.1971 | René Fuchs            |   |   |   |   |
| 01.07.1968 | 30.06.1970 | Pierre Flamion        |   |   |   |   |
| 01.07.1966 | 30.06.1968 | Max Schirschin        |   |   |   |   |
| 01.07.1950 | 30.06.1951 | Émile Veinante        |   |   |   |   |
| 01.07.1945 | 30.06.1946 | Beb Bakhuijs          |   |   |   |   |
| 01.07.1944 | 30.06.1945 | Charles Fosset        |   |   |   |   |
| 01.06.1939 | 31.08.1939 | György Orth           |   |   |   |   |
| 01.07.1936 | 30.06.1937 | Ferdinand Frithum     |   |   |   |   |
| 01.07.1932 | 30.06.1933 | Willibald Stejskal    |   |   |   |   |